# فياتشيسلاف بيلوف
فياتشيسلاف بيلوف (بالروسية: Вячеслав Александрович Белов)‏ هو لاعب هوكي الجليد روسي، ولد في 17 أبريل 1983 في بيرم في روسيا.

## وصلات خارجية
- فياتشيسلاف بيلوف على موقع دوري الهوكي للقارات (الإنجليزية)
- فياتشيسلاف بيلوف على موقع EliteProspects.com (الإنجليزية)
- فياتشيسلاف بيلوف على موقع HockeyDB.com (الإنجليزية)